# Trachelas devi
Espèce
Trachelas devi est une espèce d'araignées aranéomorphes de la famille des Trachelidae.

## Distribution
Cette espèce est endémique du Bangladesh.

## Description
La femelle holotype mesure 3,00 mm.

## Étymologie
Cette espèce est nommée en l'honneur de Govinda Chandra Dev (1907–1971).

## Publication originale
- Biswas & Raychaudhuri, 2000 : Sac spiders of Bangladesh-II: Genera Castianeira Keyserling, Sphingius Thorell and Trachelas Koch (Araneae: Clubionidae). Records of the Zoological Survey of India, vol. 98, p. 131-139 (texte intégral).